# Los Olmos
Los Olmos è un comune spagnolo di 122 abitanti situato nella comunità autonoma dell'Aragona.